# East Sussex
East Sussex este un comitat ceremonial în Anglia.

## Orașe
- Battle
- Bexhill-on-Sea
- Brighton
- Crowborough
- Eastbourne
- Hailsham
- Hastings
- Heathfield
- Hove
- Lewes
- Newhaven
- Peacehaven
- Rye
- Seaford
- Uckfield
- Wadhurst
- Winchelsea

## Alte localități
- Blackboys

1. ↑   http://data.ordnancesurvey.co.uk/doc/7000000000002625 Lipsește sau este vid: |title= (ajutor)
2. ↑   http://ons.maps.arcgis.com/home/item.html?id=a79de233ad254a6d9f76298e666abb2b Lipsește sau este vid: |title= (ajutor)